# Tetragnatha torrensis
Tetragnatha torrensis este o specie de păianjeni din genul Tetragnatha, familia Tetragnathidae, descrisă de Schmidt și Piepho, 1994. Conform Catalogue of Life specia Tetragnatha torrensis nu are subspecii cunoscute.